# Valeri Gergiev
Valeri Abisalovitsj Gergiev (Russisch: Вале́рий Абиса́лович Ге́ргиев; Ossetisch: Гергиты Абисалы фырт Валери) (Moskou, 2 mei 1953) is een Russisch dirigent van Noord-Ossetische afkomst.

## Carrière
Gergiev bracht zijn jeugd door in Vladikavkaz in Noord-Ossetië in de Kaukasus. In het voortgezet onderwijs leerde hij piano spelen. Daarna ging hij naar Leningrad om te studeren aan het conservatorium van Sint-Petersburg. In 1976 won hij de Berlijnse Herbert von Karajanprijs voor dirigenten.
In 1978 werd Gergiev assistent-dirigent van de Kirov-opera, sinds 1992 het Mariinskitheater in Leningrad (Sint-Petersburg), onder Joeri Temirkanov. Hij maakte daar zijn debuut met Oorlog en Vrede van Prokovjev. Van 1981 tot 1985 was hij hoofddirigent van het Staatsorkest van Armenië. In 1988 werd hij hoofddirigent en artistiek directeur van het Mariinskitheater.
Zijn Nederlandse debuut maakte Valeri Gergiev op 31 oktober 1987. Hij dirigeerde het Radio Filharmonisch Orkest in een concert in VARA's Matinee op de Vrije Zaterdag in het Amsterdamse Concertgebouw. Een jaar later, in november 1988, leidde Gergiev vier concerten bij het Rotterdams Philharmonisch Orkest in de Doelen. Die uitvoeringen leidden tot zijn benoeming als vaste gastdirigent van dat orkest met ingang van het seizoen 1989-1990.
Gergiev dirigeerde in 1991 Boris Godoenov van Moessorgski bij de Bayerische Staatsoper in München. Zijn Amerikaanse debuut volgde in hetzelfde jaar met Oorlog en Vrede, opgevoerd door de San Francisco Opera.
In 1995 werd Gergiev de chef-dirigent van het Rotterdams Philharmonisch Orkest. In Rotterdam werd tot 2022 elk jaar het Gergiev Festival gehouden; de eerste editie was in september 1996. De gemeente Rotterdam heeft hem in 1999 de Wolfert van Borselenpenning toegekend. Tijdens het tiende Gergiev Festival (2005) werd Gergiev benoemd tot Ridder in de Orde van de Nederlandse Leeuw. In dat jaar werd hij ook benoemd tot chef-dirigent van het London Symphony Orchestra. Hij werd in 2008 als chef van het Rotterdams Philharmonisch Orkest opgevolgd door Yannick Nézet-Séguin, maar hij bleef leiding geven aan het Gergiev Festival.
Gergiev's stijl van dirigeren is zeer expressief. Hij lijkt met de muziek mee te prevelen, en springt af en toe op en neer. Zijn stijl van dirigeren komt het best tot uiting bij grote dramatische stukken. Hij gebruikt zijn muzikale invloed om de Russische muziek, en de opera in het bijzonder, in het westen bekendheid te geven.
Ook maatschappelijk is hij zeer actief. Hij is een vriend en aanhanger van Poetin en steunt diens verlangen naar een groot Russisch rijk. Gergiev heeft na de Russisch-Georgische Oorlog in 2008 om Zuid-Ossetië opgetreden in de Zuid-Osseetse hoofdstad Tschinvali, als ondersteuning van de Russische inval in Georgië. In april 2014 ontstond in de westerse wereld ophef door zijn openlijke steun van de Russische annexatie van de Krim.
Op 5 mei 2016 gaf Gergiev met het Mariinski-orkest uit Sint-Petersburg een klassiek optreden in het Romeinse amfitheater van het net door het Syrische leger heroverde Palmyra, dat daarvoor nog in handen van IS was.
Op 1 maart 2022 werd Gergiev ontslagen als chef-dirigent van de Münchner Philharmoniker, nadat hij niet was ingegaan op het verzoek van orkestleden om zich openlijk uit te spreken tegen de Russische invasie van Oekraïne. Ook het Rotterdams Philharmonisch Orkest beëindigde op die dag om dezelfde reden de samenwerking met Gergiev. Hiermee kwam er tevens een einde aan het jaarlijkse Gergiev Festival, dat sinds 1995 werd gehouden in De Doelen.
In december 2023 werd bekendgemaakt dat Gergiev voor een periode van vijf jaar benoemd is tot directeur van het Bolsjoitheater in Moskou, naast zijn aanstelling bij het Mariinskitheater. Hij is de opvolger van Vladimir Oerin, die na het tekenen van een petitie tegen de Russische invasie van Oekraïne "op eigen verzoek van zijn functie was ontheven”.

## Discografie (selectie)
| Album met eventuele hitnotering(en) in de Nederlandse Album Top 100 | Datum van verschijnen | Datum van binnenkomst | Hoogste positie | Aantal weken | Opmerkingen                           |
| ------------------------------------------------------------------- | --------------------- | --------------------- | --------------- | ------------ | ------------------------------------- |
| Liszt - My piano hero                                               | 2011                  | 27-08-2011            | 25              | 7            | met Lang Lang & Wiener Philharmoniker |

| Album met hitnotering(en) in de Vlaamse Ultratop 200 albums | Datum van verschijnen | Datum van binnenkomst | Hoogste positie | Aantal weken | Opmerkingen                         |
| ----------------------------------------------------------- | --------------------- | --------------------- | --------------- | ------------ | ----------------------------------- |
| Liszt - My piano hero                                       | 2011                  | 15-10-2011            | 90              | 1            | met Lang Lang & Vienna Philharmonic |

| Opera's                                    | Componist                 | Jaar van verschijning | met medewerking van         |
| ------------------------------------------ | ------------------------- | --------------------- | --------------------------- |
| Prince Igor                                | Aleksandr Borodin         | 1995                  | Kirov Opera, Orkest en Koor |
| Ruslan and Lyudmila                        | Michail Glinka            | 1996                  | Kirov Opera, Orkest en Koor |
| Khovanshchina                              | Modest Moessorgski        | 1991                  | Kirov Opera, Orkest en Koor |
| Boris Godunov                              | Modest Moessorgski        | 1998                  | Kirov Opera, Orkest en Koor |
| The Fiery Angel                            | Sergej Prokofjev          | 1995                  | Kirov Opera, Orkest en Koor |
| The Gambler                                | Sergej Prokofjev          | 1996                  | Kirov Opera, Orkest en Koor |
| Love for Three Oranges                     | Sergej Prokofjev          | 2001                  | Kirov Opera, Orkest en Koor |
| Semyon Kotko                               | Sergej Prokofjev          | 2000                  | Kirov Opera, Orkest en Koor |
| Betrothal in a Monastery                   | Sergej Prokofjev          | 1991                  | Kirov Opera, Orkest en Koor |
| War and Peace                              | Sergej Prokofjev          | 1991                  | Kirov Opera, Orkest en Koor |
| The Maid of Pskov                          | Nikolaj Rimski-Korsakov   | 1994                  | Kirov Opera, Orkest en Koor |
| Kashchey the Immortal                      | Nikolaj Rimski-Korsakov   | 1999                  | Kirov Opera, Orkest en Koor |
| Sadko                                      | Nikolaj Rimski-Korsakov   | 1994                  | Kirov Opera, Orkest en Koor |
| The Legend of the Invisible City of Kitezh | Nikolaj Rimski-Korsakov   | 1999                  | Kirov Opera, Orkest en Koor |
| The Tsar's Bride                           | Nikolaj Rimski-Korsakov   | 1998                  | Kirov Opera, Orkest en Koor |
| Iolanta                                    | Pjotr Iljitsj Tsjaikovski | 1996                  | Kirov Opera, Orkest en Koor |
| Mazeppa                                    | Pjotr Iljitsj Tsjaikovski | 1998                  | Kirov Opera, Orkest en Koor |
| Eugene Onegin                              | Pjotr Iljitsj Tsjaikovski | 2014                  | Metropolitan Opera          |
| Pique Dame                                 | Pjotr Iljitsj Tsjaikovski | 1993                  | Kirov Opera, Orkest en Koor |